# 吉川興経
吉川 興経（きっかわ おきつね）は、戦国時代の武将。安芸国国人・吉川氏14代（藤姓吉川氏としては最後の）当主。諱の「興」の字は大内義興より偏諱を受けたものである。

## 生涯
永正5年（1508年）、または、永正15年（1518年）、吉川元経の子として生まれる。
大永2年（1522年）3月6日に父・元経が死去すると、幼少ながら家督を相続し、祖父・国経の後見を受けた。
享禄4年（1531年）4月18日に祖父・国経が死去すると、興経自らが政務を担い始める。
吉川氏は藤原南家の血を引く名門で、興経の家督相続当時は安芸北部から石見南部にかけて勢力を張る、有力な国人領主だった。興経は武勇に優れた武将ではあったものの、戦略眼や政治力に乏しく、当主としての器量には欠けていたとされる。当時の安芸では、近隣の大勢力である大内氏と尼子氏が在地勢力を巻き込んで抗争を続けていたが、興経はその時々の形勢によって大内・尼子両陣営の間で鞍替えを繰り返した。特に天文11年（1542年）の月山富田城の戦いでは重要な局面で大内氏を裏切り、その結果大内方は大敗して大内晴持・小早川正平・毛利家臣渡辺通などを失った。このような行動に対し、他の国人衆だけではなく叔父の吉川経世や家臣団の間でも興経に対する不信感が高まった。
天文16年（1547年）、吉川氏の家臣団は興経の叔母・妙玖が毛利元就の妻であるという縁故（また興経の生母が元就の異母妹ということもあったのだろう）から、従弟で元就の次男元春を養子に迎えて吉川氏の家督を継がせた。天文19年（1550年）、興経は強制的に隠居させられ、妻子と共に安芸深川に幽閉された。
幽閉後も行状は収まらなかったとされ、不穏な噂が毛利領内に流れる。興経は元就に弁解の書状を出すが、元就は興経粛清の決意を固め、同年9月、隠居館を熊谷信直・天野隆重らに急襲させた。元就は予め内応者を用意し、興経の刀の刃を潰し、その弓の弦も切らせていた。そのため興経はたいした抵抗もできず、嫡子の千法師もろとも殺害された。この結果、藤姓吉川氏嫡流は断絶した。
墓所は興経が最期を迎えた隠居館の一角に現存している。

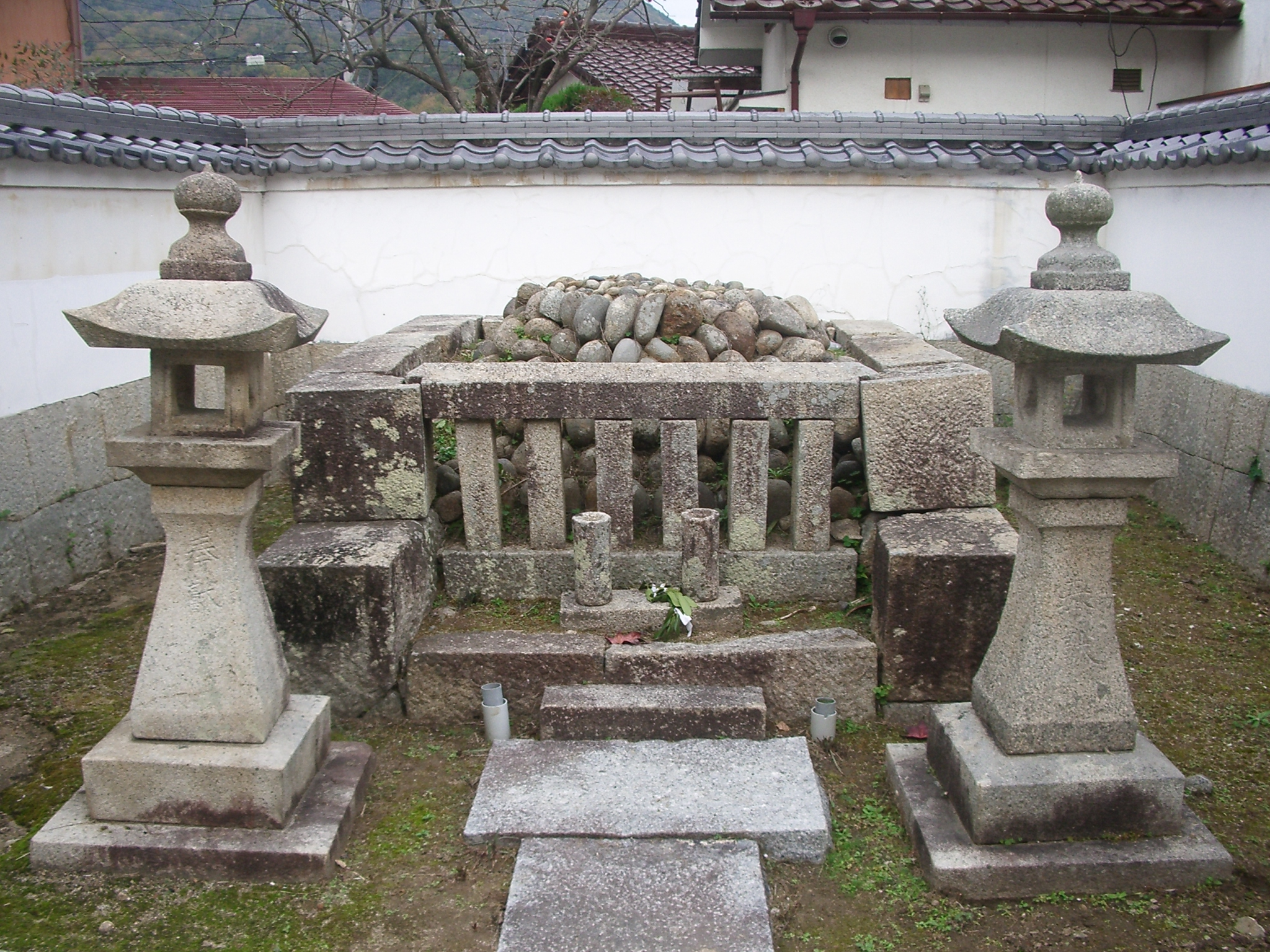
広島市安佐北区上深川町にある吉川興経の墓所

## 逸話
- 明治6年（1873年）に吉川経義を祀る高秀神社、吉川興経を祀る鋒垂大明神、吉川広家を祀る鎮昭神社を合祀し、祭神に吉川元春と吉川経幹を加えて吉香神社と号したが、明治12年（1879年）に吉香神社が郷社に列した際に吉川友兼、吉川経基、吉川元長も祭神に加えられている[3][2]。なお、昭和25年（1950年）に吉川広嘉、昭和39年（1964年）にその他の吉川氏当主19代が合祀され、吉香神社の現在の祭神は28柱となっている[2]。

## 関連作品
- 『毛利元就』（1997年、NHK大河ドラマ、演：三觜要介（幼少期）→京本政樹）